# Fordøjelsessystemet
I fordøjelsessystemet foregår fordøjelsen. Systemet sørger for optagelsen af livsnødvendige stoffer som f.eks. næringsstoffer, vand, vitaminer, mineraler og flere. Fordøjelsessystemet nedbryder næringsstofferne i maden til mere simple molekyler, der nemmere kan optages i kroppen.
Maden går gennem munden, spiserøret, maven, tolvfingertarmen, tyndtarmen, tyktarmen og endetarmen. Leveren og bugspytkirtlen er vigtige organer i fordøjelsessystemet.
Undervejs bliver de nødvendige næringsstoffer optaget, og føden bliver omdannet til afføring, der udskilles jævnligt via anus under toiletbesøg.

## Mund
Føden indtages igennem munden hvor nedbrydningen begynder. Føden hakkes i stykker med tænderne og æltes af tunge og tyggebevægelser. Nedbrydningen af de let fordøjelige kulhydrater påbegyndes af de basiske
enzymer amylase og ptyalin fra spytkirtlerne. Derfor er det rigtigt godt at tygge maden til den glider ned af sig selv (ca. 30 tyggebevægelser, og maden er klar til at glide ned). Samtidig blandes maden med masser af spyt, der gør det lettere at synke maden.

## Svælg og spiserør
Svælget deler sig, i struben, i hhv. spiserør og luftrør. Da også luftrøret starter i svælget sørger strubelåget, sammen med hosterefleksen for, at maden bliver ledt ned gennem spiserøret til maven og ikke gennem luftrøret til lungerne.
Føden skal passere det 20-30 cm lange spiserør. Kraftige muskelsammentrækninger skubber maden, madklumpen, gennem spiserøret. Efter turen gennem spiserøret havner madklumpen i maven; miljøet i maven gør det næsten af med den lille madklump.

## Mavesækken
I mavesækken er der syre og gasser som medvirker til at dræbe bakterier og nedbryde føden. Maveindholdet har pH på 2 – mavesyre består primært af saltsyre. Enzymet pepsin, der findes i mavesaften, starter nedbrydningen af proteiner i maven. Proteinmolekyler er større og sværere at fordøje end kulhydrater. Hvor nedbrydningen af kulhydrater starter allerede i munden, starter nedbrydningen af proteiner først i maven. Det stof der er sværest for kroppen at nedbryde er endnu ikke begyndt nedbrydning.
Fedt er det sværest nedbrydelige, det tager længst tid at fordøje, og nedbrydningen starter sent i fordøjelsesprocessen. Fedt kan kun nedbrydes med galde. Nedbrydningen af fedt påbegyndes først i tolvfingertarmen, hvor galden fra galdeblæren blander fedt og vand, så fedtet herefter kan nedbrydes.

## Lever og bugspytkirtel
Maveindholdet kommer ikke igennem leveren, men leveren afgiver galde til tarmindholdet. Leveren spiller en stor rolle i forbrænding og stofskifte. Leveren oplagrer, genbruger eller smider ud. Afgiftning af kroppen sker i leveren; alle skadelige stoffer der indtages omdannes til affaldsstoffer.
| Leverfunktioner | Kroppens kemifabrik |
| --- | ------------------- |
| Leveren har flere funktioner: - Oplagring af: Glykogen, vitaminer, fedt og jern (deraf leverens røde farve). - Udskillelse af: Affaldsstoffer til nyrerne der bliver til urin via blodet og afføringen bliver til via tarmene. - Produktion af: Galde og plasmaproteiner. - Stofskifteprocesser - Proteiner til glukose. - Glukose til glykogen. - Kulhydrater til fedt. - Opretholder sukkerbalancen sammen med bugspytkirtlen. - Bugspytkirtlen - Producerer hormoner, insulin og glukagon. Bugspyttet er svagt basisk og neutraliserer mavesyren. | Leveren             |

## Tarme

### Tolvfingertarm
Madklumpen har flydende form når den når frem til den 12 fingerbredder (ca. 25 cm) lange tarm. Galde, bugspyt og enzymer nedbryder tarmindholdet. Næringsstofferne opholder sig i tolvfingertarmen i ca. 4 timer; fedt der er vanskeligere at nedbryde har et længere ophold her.
- Kulhydrater nedbrydes af amylase til monosakkarider.
- Protein nedbrydes af trypsin til aminosyrer.
- Fedt nedbrydes af lipase til fedtsyrer og glycerider.

Nedbrydningen er fremskreden og optagelsen af næringsstofferne til tarmvæggen begynder i tolvfingertarmen. Fra tarmvæggen går næringsstofferne over i blodet, hvor de enten genbruges eller sendes videre til nyrerne. Størst optagelse til tarmvæggen sker i tyndtarmen, der er næste passage.

### Tyndtarm
Tarmindholdet er ca. 3-5 timer i tyndtarmen. Størstedelen af næringsstofferne går over i blodet fra tyndtarmens mikrovilli. I blodet dannes nye energigivende næringsstoffer.

### Tyktarm
Den sidste rest af næringsstoffer opholder sig i tyktarmen mindst 10 timer, medmindre man har diarre. Bakterierne i tyktarmen producerer K-vitamin af de sidste rester af næringsstoffer.
Alt det der ikke bliver optaget af tarmvæggene og ført til blodet, er affaldsstoffer der ender som afføring. Ufordøjelige kostfibre, giftstoffer og andet affald bliver tørlagt så det får en mere fast form.

### Endetarm
Det ender i endetarmen hvor afføringen udtømmes via anus. Konsistensen har betydning for hvor behageligt det er at komme af med. Både diarre og hård mave kan være smertefuldt og kan også være sygdomstegn eller tegn på forgiftning.
Der dør ca. 5 til 8 millioner mennesker årligt i udviklingslandene som følge af akut infektiøs diarre. Ofte er årsagen dårlig sanitet og mangel på rent drikkevand.
Madens vej gennem fordøjelsessystemet tager normalt 12-36 timer.

## Sygdomme
Sygdomme og symptomer i mave, tarme, lever og bugspytkirtel.
Symptomer på sygdom
- Opkast
- Kvalme
- Diarre, tynd mave
- Forstoppelse, hård mave
- Sure opstød, halsbrand
- Feber

Mave og spiserør
- Roskildesyge
- Mavesår
- Kræft i mavesækken
- Salmonella
- Spiserørskatar

Tarme
- Blindtarmsbetændelse
- Dysenteri
- Tyk- og endetarmskræft
- Crohns sygdom
- Colitis ulcerosa
- Hæmorider

Lever
- Hepatitis (leverbetændelse)
- Leptospirose
- Gulsot
- Kræft

Bugspytkirtlen
- Kræft i bugspytkirtlen